# Braunes Zwerghörnchen
Das Braune Zwerghörnchen oder Schwarzohrhörnchen (Nannosciurus melanotis) ist ein kleines Hörnchen Südostasiens. Es ist auf den Inseln Sumatra, Java und Borneo sowie auf einigen kleineren Inseln der Umgebung beheimatet.

## Merkmale
Dieses Hörnchen ist mit einer Kopfrumpflänge von 9 cm und einer Schwanzlänge von 7 cm nicht größer als eine Maus. Das samtige Fell ist variabel gefärbt, verschiedene Grau- und Brauntöne kommen vor, oft mit rötlichem Überflug. Auffällig ist die weiße Gesichtszeichnung.

## Lebensweise
Das Braune Zwerghörnchen ist ein tagaktiver Bewohner des tropischen Regenwalds. Hier lebt es in kleinen Gruppen von zwei oder drei Individuen, die am Boden oder zumindest in Bodennähe leben.

## Systematik
Heute wird das Braune Zwerghörnchen als einziger Vertreter seiner Gattung Nannosciurus eingestuft. In älterer Literatur findet man auch die Asiatischen Zwerghörnchen (Exilisciurus) in die gleiche Gattung gestellt, diese wurden jedoch 1958 von Joseph Curtis Moore als eigene Gattung beschrieben.
Die Ähnlichkeiten sind nach heutigem Wissensstand allerdings nur äußerlich, und beide Taxa sind nicht sonderlich eng miteinander verwandt.

## Belege
1. ↑  Joseph Curtis Moore: New genera of East Indian squirrels. American Museum Novitates 1914, 1958; S. 1–5. Volltext
2. ↑  J.L. Koprowski, E.A. Goldstein, K.R. Bennett, C. Pereira Mendes: Genus Nannosciurus. In: Don E. Wilson, T.E. Lacher, Jr., Russell A. Mittermeier (Hrsg.): Handbook of the Mammals of the World: Lagomorphs and Rodents 1. (HMW, Band 6) Lynx Edicions, Barcelona 2016, ISBN 978-84-941892-3-4, S. 723–724.
3. ↑  Nannosciurus In: Richard W. Thorington Jr., John L. Koprowski, Michael A. Steele: Squirrels of the World. Johns Hopkins University Press, Baltimore MD 2012; S. 174. ISBN 978-1-4214-0469-1

## Weblink
- Nannosciurus melanotis in der Roten Liste gefährdeter Arten der IUCN 2013.2. Eingestellt von: Francis, C., Gumal, M. & Han, K.H., 2008. Abgerufen am 21. Dezember 2013.